# Polycentropus aquilonius
Polycentropus aquilonius är en nattsländeart som beskrevs av Martynov 1926. Polycentropus aquilonius ingår i släktet Polycentropus och familjen fångstnätnattsländor. Inga underarter finns listade i Catalogue of Life.